# مهران
مِهران شهری در استان ایلام ایران است و مرکز بخش مرکزی شهرستان مهران است. شهر مهران در ۸۵ کیلومتری جنوب غربی شهر ایلام واقع شده است. مهران بخشی از مناطق گرمسیری استان ایلام محسوب می‌شود.
مهران به ۴ بخش فرخ‌آباد، هرمز آباد، رستم‌آباد و بهین و بهروزان تقسیم می‌شود.

## مهران در جنگ ایران و عراق
در جنگ ایران و عراق، این شهر ۲۷ شهریور ۱۳۵۹ توسط ارتش عراق اشغال شد. ۱۰ تیر ماه ۱۳۶۵ سالروز آزاد سازی مهران است.

## کشاورزی
کشاورزی در مهران به واسطهٔ زمین‌های هموار و وجود رودخانه‌های کنجان‌چم و گاوی پر رونق است. از جمله محصولات این شهرستان بامیه است. عمده محصول کشاورزی این شهرستان گندم است.

## مردم
مردم مهران کرد هستند و اکثریت آنها را ایل ملکشاهی و ایل شوهان تشکیل می‌دهد. گویش این مردم کردی ایلامی است.

## نام گذاری
مهران در گذشته منصورآباد نام داشته است و در سال ۱۳۰۹ با تصویب فرهنگستان زبان فارسی به مهران نامگذاری شد.

## مرز مهران

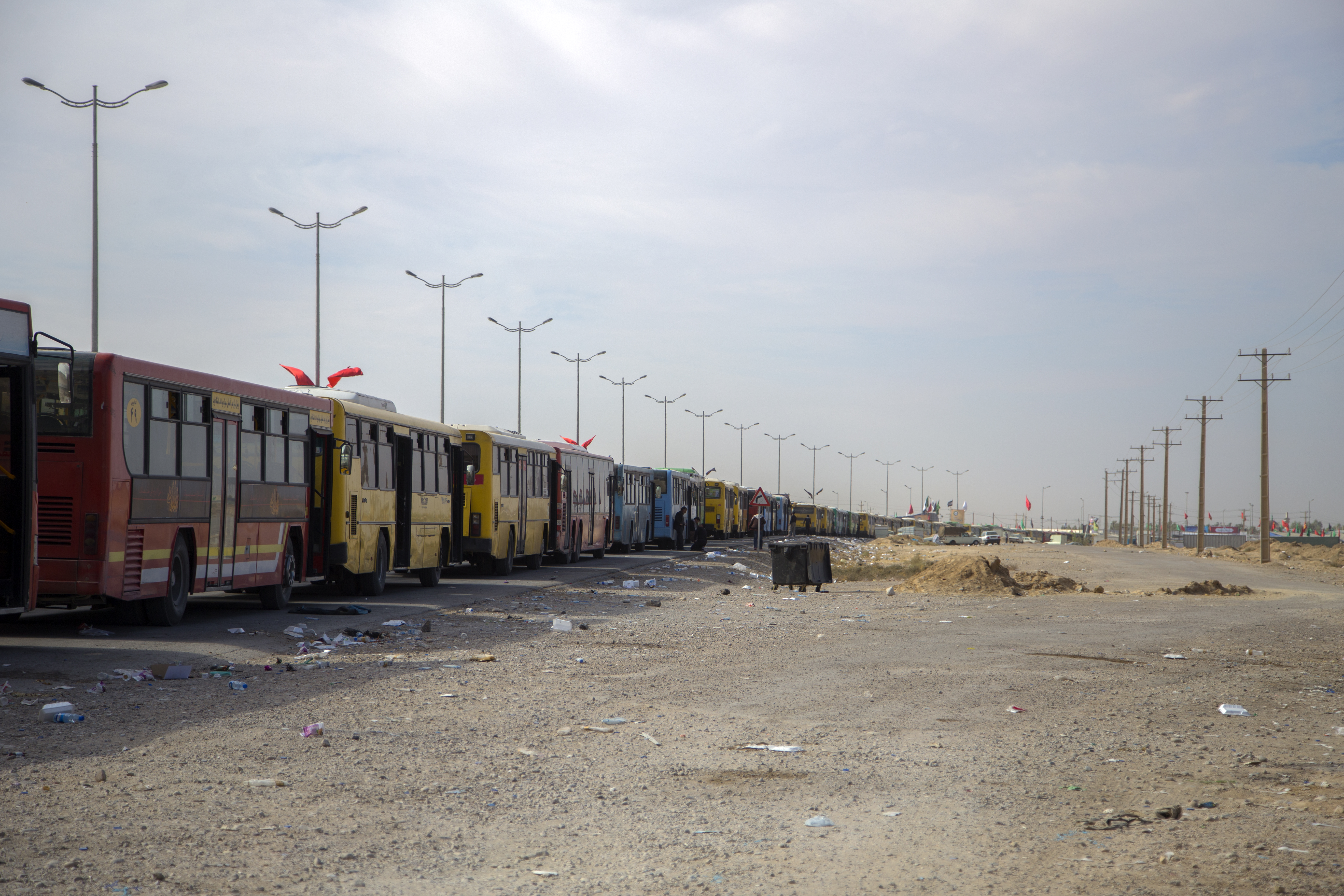
مرز مهران

خروجی مهران از فعال‌ترین مرزهای رسمی ایران است که نزدیکی به شهرهای زیارتی عراق، این مرز را به یکی از مهم‌ترین کانون‌های رفت‌وآمد زائران به ویژه در اربعین و صدور کالا به کشور عراق تبدیل کرده است. مرز مهران در سال ۱۳۸۲ با پیشنهاد وزارت امور خارجهٔ کشور از سوی سازمان ملل متحد به عنوان مرز بین‌المللی شناخته شد.
در دی ۱۳۹۸ نام پایانهٔ مرزی مهران به «پایانهٔ مرزی سردار سپهبد شهید حاج قاسم سلیمانی» تغییر کرد.

### فاصله از شهرهای مذهبی عراق

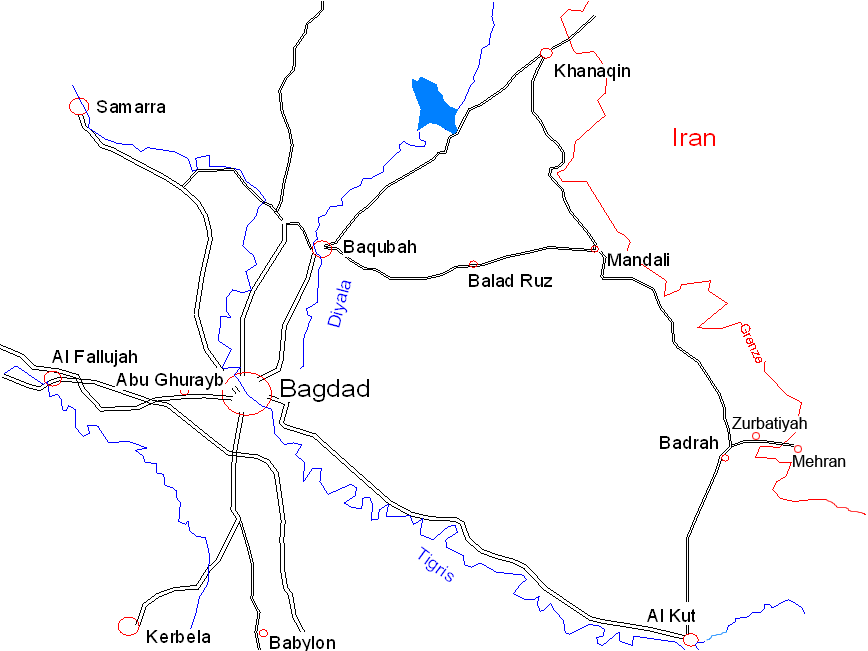
مهران در مسیر راه‌های ارتباطی اصلی عراق است.

شهر مهران فاصلهٔ نزدیکی با عتبات عالیات و عراق دارد و فاصلهٔ این شهر با شهرهای زیارتی عراق به صورت زیر است:
- فاصلهٔ مهران تا کربلا ۲۸۰ کیلومتر
- فاصلهٔ مهران تا کاظمین۲۸۳ کیلومتر
- فاصلهٔ مهران تا سامرا ۴۴۴ کیلومتر
- فاصلهٔ مهران تا نجف ۳۰۳ کیلومتر

است.

### مسیرهای برای رسیدن به مهران
- کرمانشاه-اسلام‌آباد-ایوان-ایلام-مهران
- کرمانشاه-حمیل، سرابله-ایلام-مهران
- خرم‌آباد-کوهدشت-سرابله-ایلام-مهران
- خرم‌آباد-دره‌شهر-ایلام-مهران
- خوزستان-اندیمشک، دهلران-مهران
- ایلام-ملکشاهی-مهران
- ایلام-سرطاف (شهرک شهید کشوری)-صالح آباد-مهران[۲۲]

## فرودگاه
به دلیل وجود زمین‌های هموار و حاصلخیز منطقه حدود ۶ دهه پیش فرودگاه مهران به متراژ ۲۷۴ هکتار با طول باند ۱٬۵۰۰ متر با کاربری هواپیماهای سمپاشی ساخته شد تا اینکه با منسوخ شدن پرواز این نوع از هواپیماها، کم‌کم این مکان به یک فرودگاه متروکه تبدیل شد. فرودگاه بین‌المللی مهران روی باند مطالعات
آبان ماه سال ۹۳ بود که مشاور ارشد رئیس‌جمهور در بازدید از این فرودگاه در مرز بین‌المللی مهران خبر از احیاء و بازسازی دوباره آن داد.

## اماکن مذهبی
امامزاده سید حسن بن موسی کاظم فرزند امام هفتم و برادر امام هشتم شیعیان در ۵ کیلومتری شهر مهران یکی از زیارتگاه‌های این شهر به‌شمار می‌آید. همچنین امامزاده علی صالح در بخش صالح آباد و ۴۵ کیلومتری شهر مهران و در جاده ایلام-مهران قرار دارد.

## نگارخانه

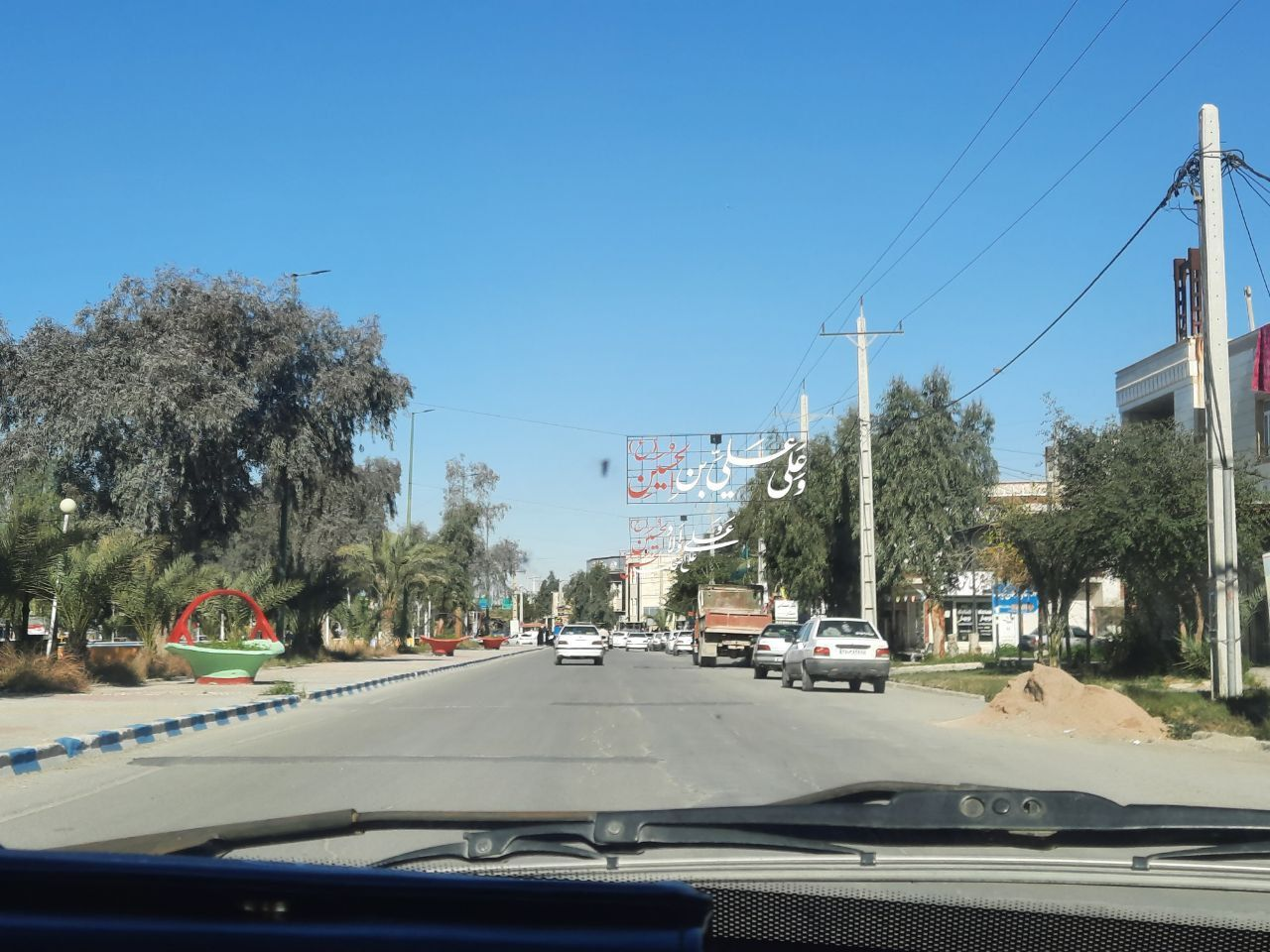
شهر مهران
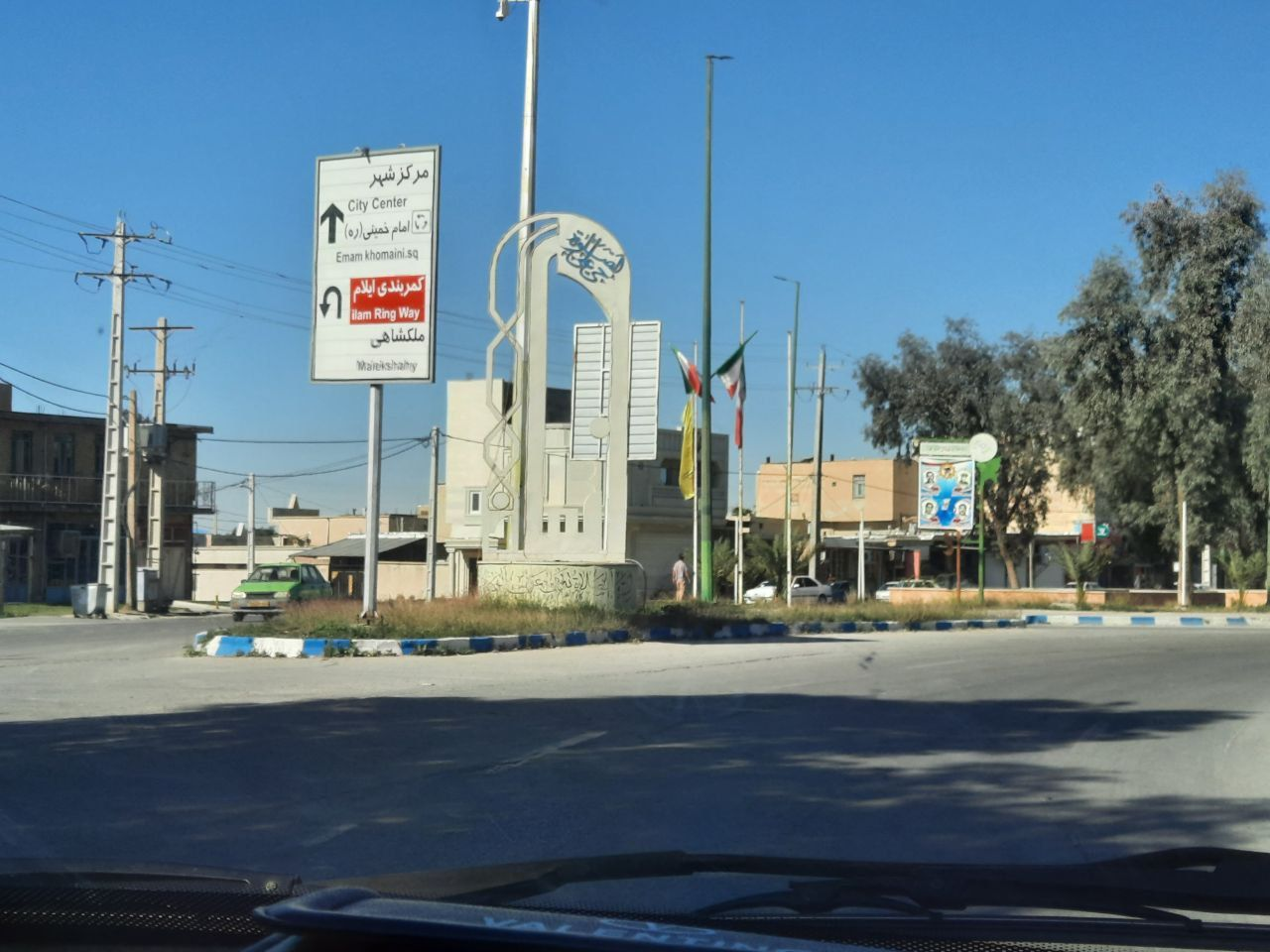
شهر مهران
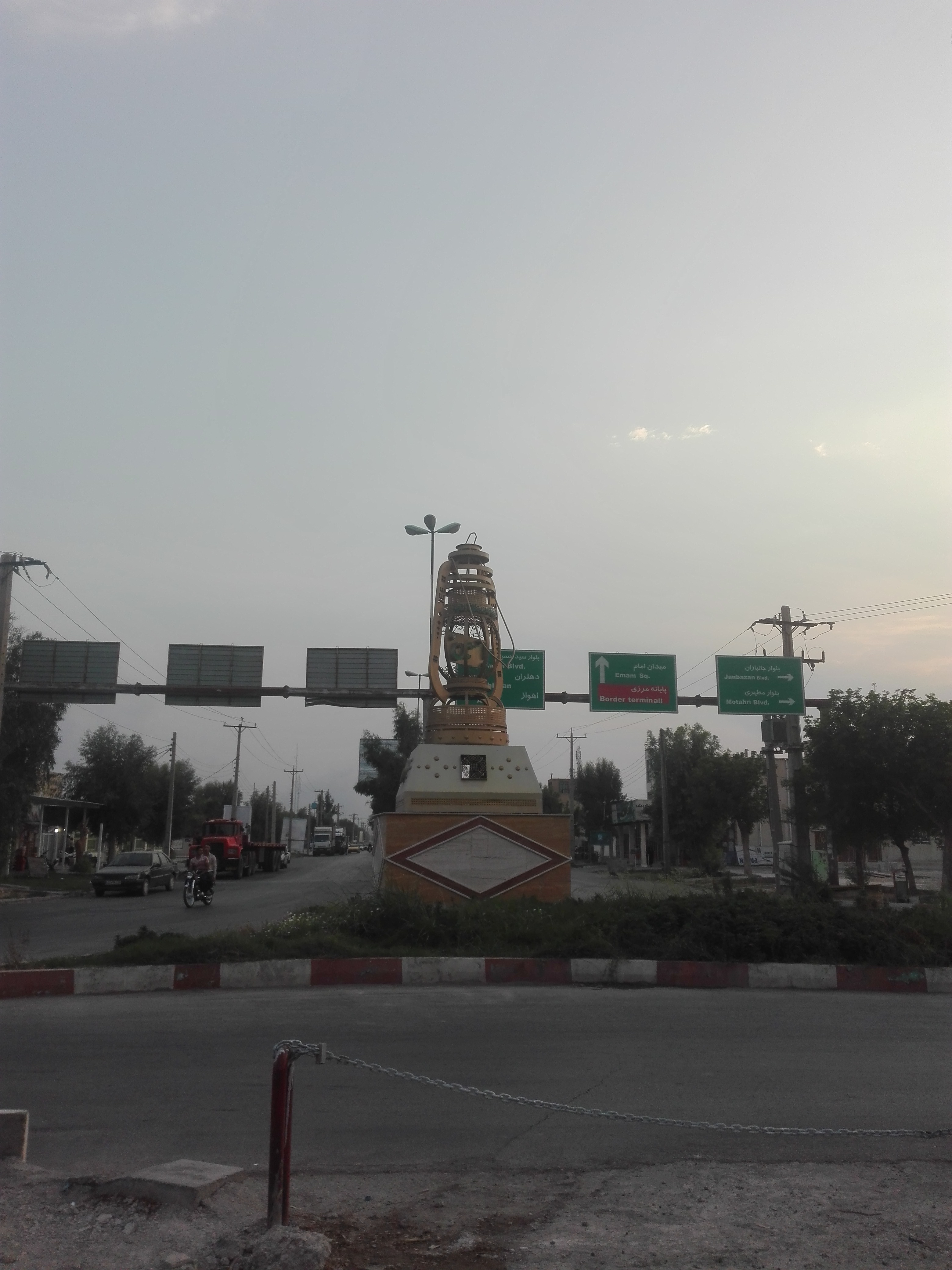
شهر مهران
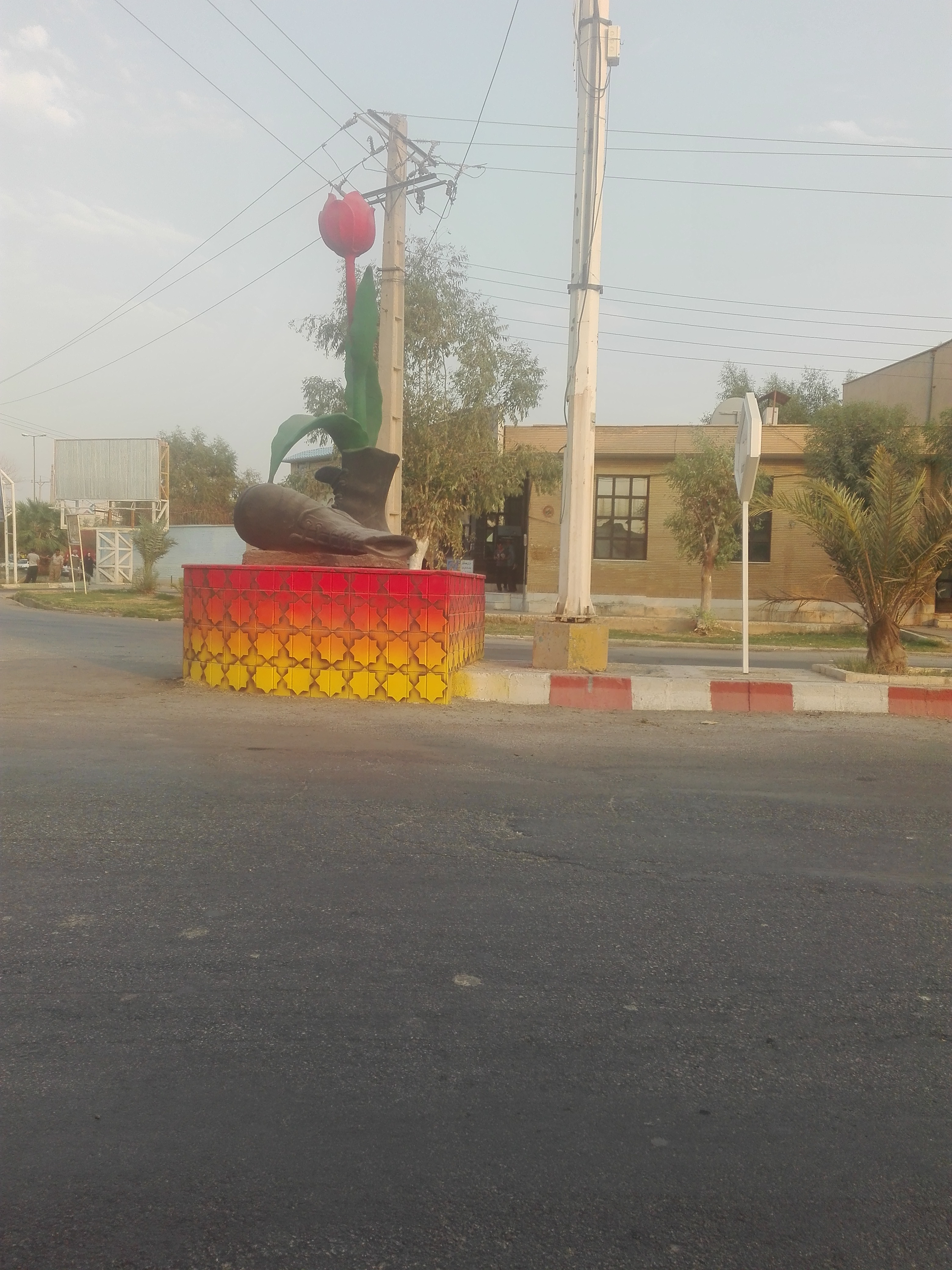
شهر مهران
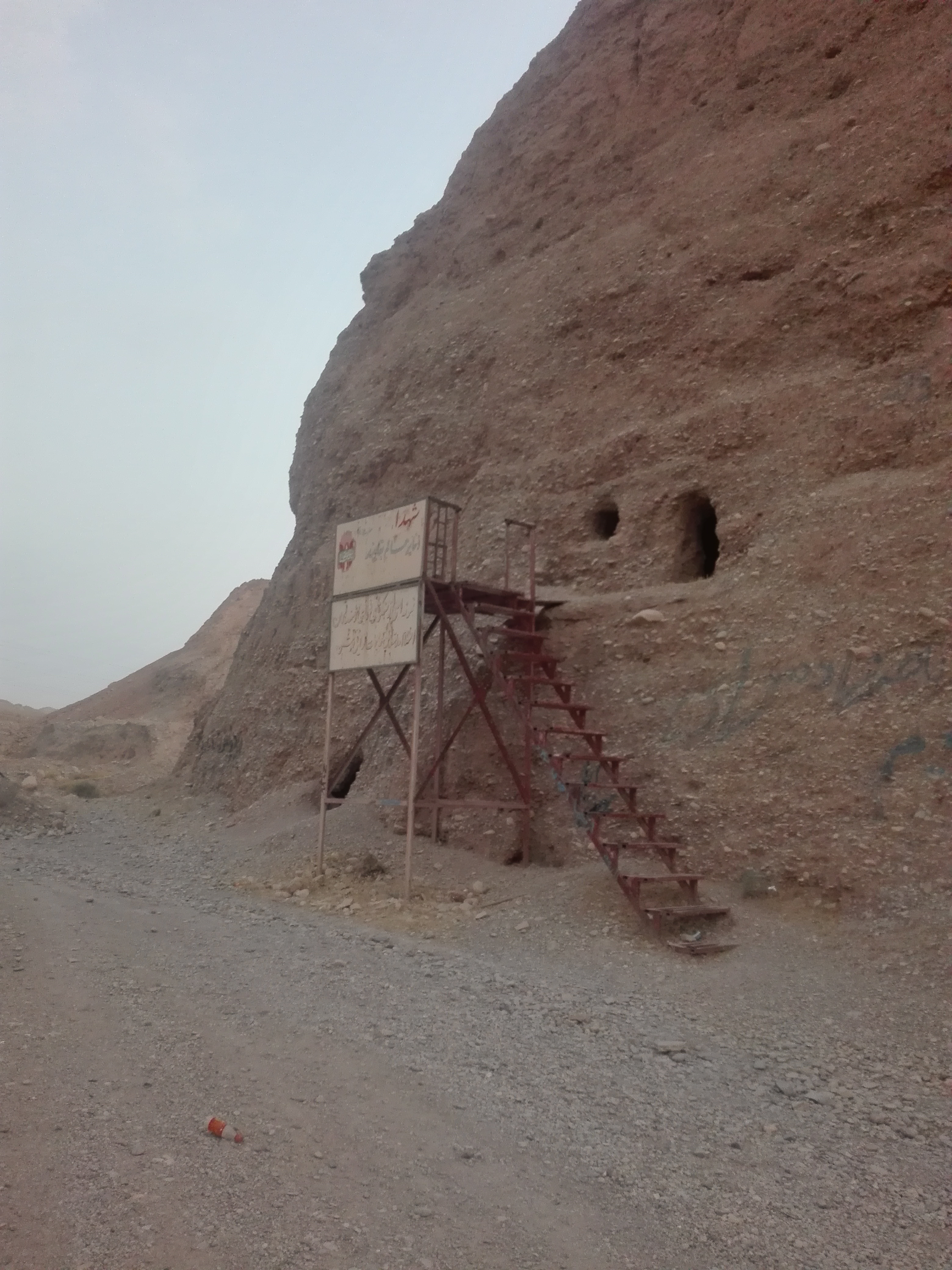
پناهگاه‌های جنگ در شهرستان مهران